# Незабудька гілляста
Незабудька гілляста, незабудка галузиста (Myosotis ramosissima) — вид рослин з родини шорстколистих (Boraginaceae), поширений у Макаронезії, Марокко, Європі, Туреччині, Вірменії.

## Опис
Однорічна чи дворічна рослина 10–25 см. Квітконіжки 1–2 мм довжиною, притиснуто-волосисті, при плодах рівні або майже рівні чашечки. Чашечка 2-3 мм довжиною, при плодах відкрита. Віночок ≈2 мм довжиною.

## Поширення
Поширений у Макаронезії, Марокко, Європі, Туреччині, Вірменії.
В Україні вид зростає на сухих степових схилах, у світлих лісах, на узліссях, лугах, полях, біля доріг — на всій території, розсіяно.